# Barbora Kodedová
Barbora Kodedová (* 27. února 1990, Plzeň) je česká moderní pětibojařka. Účastnila se Letních olympijských her 2016. Jejími trenéry jsou Libor Capalini, Jan Miňo a Robert Kopecký.
Na LOH 2016 v Rio de Janeiru byla jedinou českou pětibojařkou a umístila se na 26. místě.